# Arc de meridià
En geodèsia, el mesurament d'un arc meridià  és una determinació molt precisa de la distància entre dos punts amb la mateixa longitud. Cal fer dos o més determinacions d'aquest tipus en diferents llocs per, a continuació poder especificar la forma de l'el·lipsoide de referència que millor s'aproxima a la forma del geoide. Aquest procés es denomina determinació de la forma de la Terra. Les primeres determinacions de la mida d'una terra esfèrica requerien un sol arc. Les determinacions més recents fan servir mesuraments astre-geodèsics i mètodes de geodèsia per satèl·lit per determinar l'el·lipsoide de referència.

## Aproximacions
La distància polar es pot aproximar per la fórmula de Thomas Muir:
{\displaystyle m_{p}=\int _{0}^{\pi /2}\!M(\varphi )\,d\varphi \;\approx {\frac {\pi }{2}}\left[{\frac {a^{3/2}+b^{3/2}}{2}}\right]^{2/3}\,\!.}